# NSU OSL-Modelle

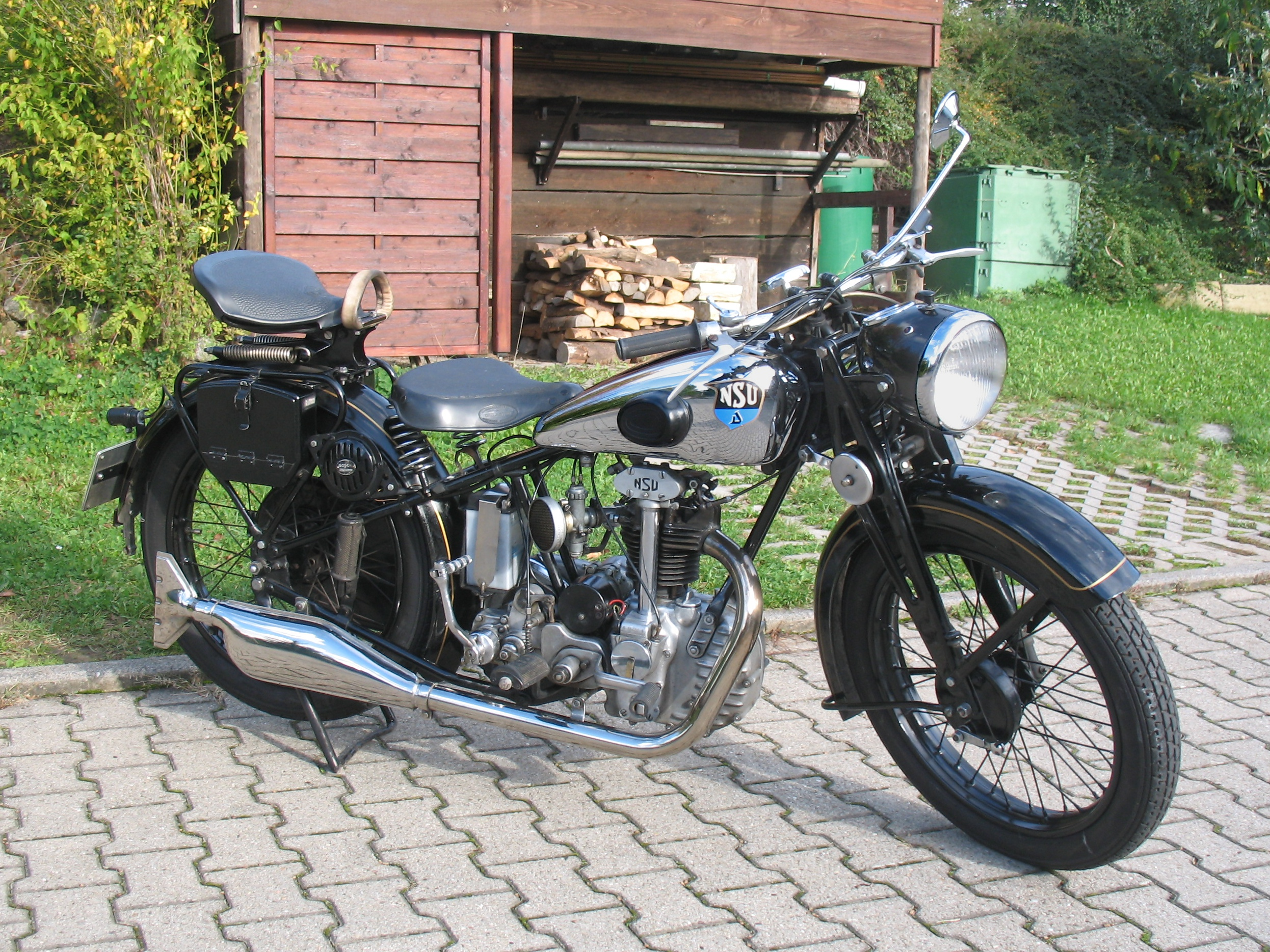
NSU 201 OSL, Baujahr 1935, mit Fußschaltung

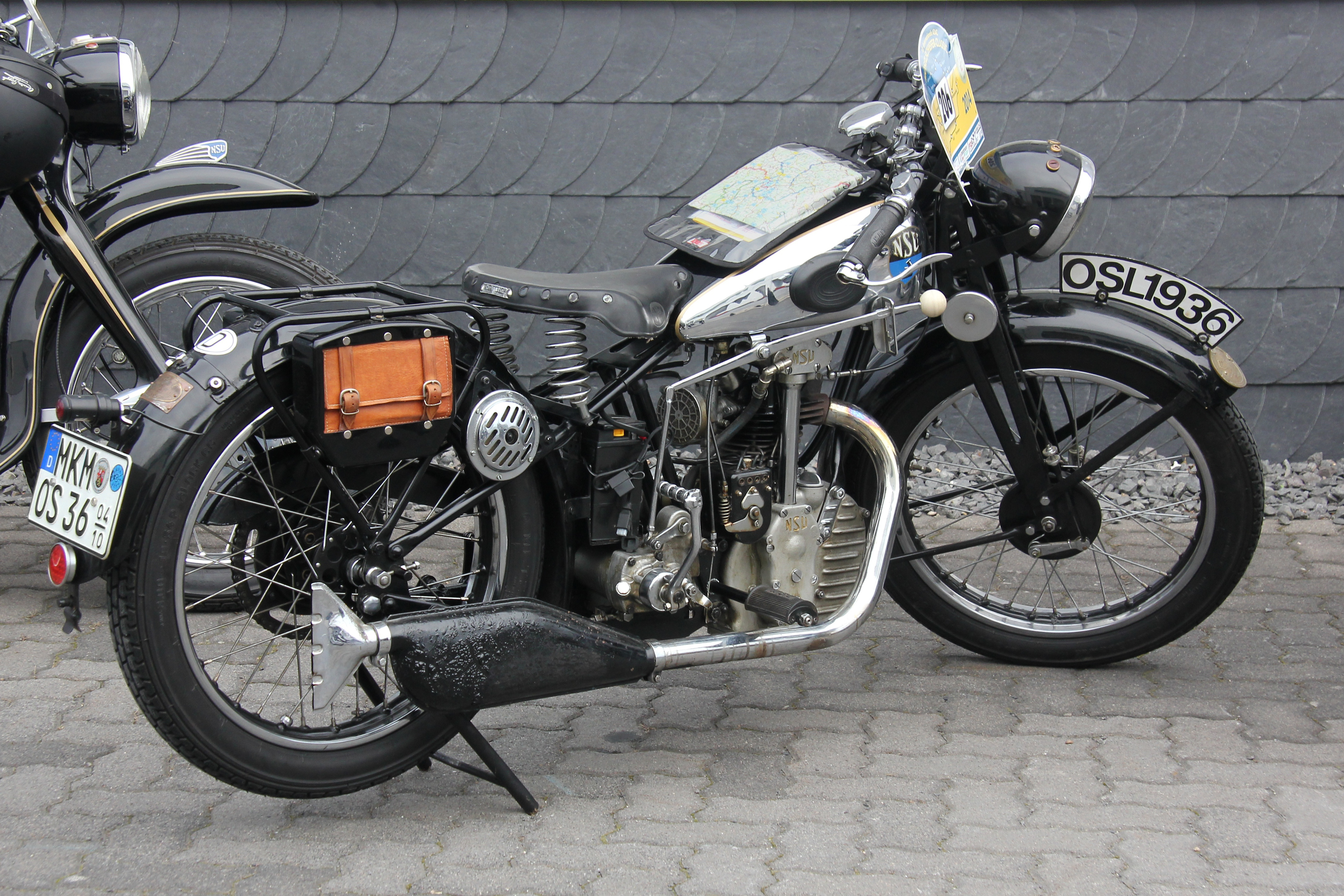
NSU 201 OSL, Baujahr 1936, mit möglicherweise nicht serienmäßiger Handschaltung

NSU OSL war eine Baureihe von Motorrädern mit Einzylinder-Viertaktmotor der NSU Motorenwerke, die ab 1933 auf die Modelle mit den Bezeichnungen O und OS folgte. Das O stand für „obengesteuert“, S für „Sport“ und L für „Luxus“. Erste Modelle waren die 201 OSL mit 200 cm³ Hubraum und die 251 OSL mit 250 cm³, die Ziffer 1 in der Typbezeichnung nannte die Zylinderzahl. Die weiteren Modelle hatten rund 350, 500 und 600 cm³ Hubraum. Die 601 OSL wurde bis 1941 gebaut, während die Produktion der kleineren Modelle 1939 bzw. 1940 endete. Die NSU 251 OSL wurde nach dem Krieg wieder ins Programm aufgenommen und von 1947 bis 1952 produziert.

## Technik

### Motor
Die Motoren gleichen äußerlich den Einzylinder-Rennmotoren der NSU 351 SS, 501 SS und 601 SS (Supersport), haben jedoch eine untenliegende Nockenwelle, die die oben schräg hängenden Ventile über gekapselte Stoßstangen steuert. Die Kapselung der Stoßstangen erweckt den Eindruck einer Königswelle zum Antrieb einer obenliegenden Nockenwelle. Die Ventile ab 1936 haben Haarnadelfedern, sowohl offen als auch gekapselt. Der Zylinder steht senkrecht; der Zylinderkopf ab 1938 ist aus Leichtmetall (bei 201 OSL weiterhin Grauguss) und abnehmbar. Das Kurbelgehäuse ist aus Aluminium. Alle OSL-Motoren haben Trockensumpfschmierung mit Zahnradpumpe; der Ölbehälter liegt bei den Motoren unter 250 cm³ vorn im Fahrtwind, bei den größeren Modellen unter dem Sattel. Anlasser ist ein Kickstarter. Ein äußeres Kennzeichen der größeren Motoren ist eine Doppelportauspuffanlage, im Gegensatz zu 201 und 251 OSL, die nur einen Auspuff auf der rechten Seite haben. Wahlweise war der Auspuff hochgezogen lieferbar. Alle Motoren sind fahrtwindgekühlt. Sie sind quer eingebaut, das heißt, die Kurbelwelle liegt quer zur Fahrtrichtung.

### Getriebe
Eine im Ölbad laufende Kette überträgt die Antriebskraft vom Motor zum getrennt vom Motorgehäuse eingebauten Getriebe. Dieser Primärantrieb liegt in Fahrtrichtung auf der linken Seite. Das Getriebe der kleinen Modelle hatte zunächst drei Gänge, ab 1935 sind es vier Gänge mit Fußschaltung für alle Versionen. Entsprechend dem Stil des 1929 von Norton zu NSU gewechselten englischen Konstrukteurs William Moore liegt der Schalthebel rechts und der erste Gang oben. Die im Foto gezeigte NSU 201 OSL lässt vermuten, dass wahlweise auch Handschaltung (sogenannte Schwertschaltung) lieferbar war. (a)
Vom Getriebe zum Hinterrad wird die Kraft von einer Rollenkette übertragen, bis 1938 mit oberem und unterem Schutzblech, danach in geschlossenem Kettenkasten.

### Fahrwerk
Alle OSL-Modelle haben einen offenen Stahlrohrrahmen. Das Vorderrad wird an einer Parallelogrammgabel mit Schraubendruckfeder und Plattenreibungsstoßdämpfer geführt. Bei 201 OSL und 251 OSL ist es eine Pressblechgabel, bei den größeren Modellen eine Rohrgabel. Das Hinterrad ist nicht gefedert. Zum leichten Radwechsel hat es ab 1935 eine Steckachse. Vorder- und Hinterrad haben eine mechanisch betätigte Trommelbremse. Die OSL hat Steckachsen an Vorder- und Hinterrad. Die Räder, gegebenenfalls auch das Seitenwagenrad, der 601 OSL sind austauschbar.

## Technische Daten im Vergleich
|                        | 201 OSL                                                             | 251 OSL                                                             | 351 OSL                                                             | 501 OSL                                                             | 601 OSL                                                             |
| ---------------------- | ------------------------------------------------------------------- | ------------------------------------------------------------------- | ------------------------------------------------------------------- | ------------------------------------------------------------------- | ------------------------------------------------------------------- |
| Baujahre               | 1933–1939                                                           | 1933–1940/1947–1952                                                 | 1934–1940                                                           | 1935–1939                                                           | 1936–1941                                                           |
| Motor                  | fahrtwindgekühlter Einzylinder-Viertaktmotor, Kickstarter           | fahrtwindgekühlter Einzylinder-Viertaktmotor, Kickstarter           | fahrtwindgekühlter Einzylinder-Viertaktmotor, Kickstarter           | fahrtwindgekühlter Einzylinder-Viertaktmotor, Kickstarter           | fahrtwindgekühlter Einzylinder-Viertaktmotor, Kickstarter           |
| Ventilsteuerung        | untenliegende Nockenwelle, Stoßstangen, hängende Ventile (OHV)      | untenliegende Nockenwelle, Stoßstangen, hängende Ventile (OHV)      | untenliegende Nockenwelle, Stoßstangen, hängende Ventile (OHV)      | untenliegende Nockenwelle, Stoßstangen, hängende Ventile (OHV)      | untenliegende Nockenwelle, Stoßstangen, hängende Ventile (OHV)      |
| Bohrung × Hub          | 58 × 75 mm                                                          | 64 × 75 mm                                                          | 75 × 79 mm                                                          | 80 × 99 mm                                                          | 85 × 99 mm                                                          |
| Hubraum                | 198 cm³                                                             | 242 cm³                                                             | 346 cm³                                                             | 494 cm³                                                             | 562 cm³                                                             |
| Verdichtung            | 7,0 : 1                                                             | 7,0 : 1/6,2 : 1                                                     | 6,6 : 1                                                             | 6,0 : 1                                                             | 6,0 : 1                                                             |
| Leistung               | 8 PS (5,9 kW) bei 4100/min ab 1936: 8,5 PS bei 5000/min             | 9 PS (6,6 kW) bei 5000/min ab 1936: 10,5 PS bei 5000/min            | 18 PS (13,2 kW) bei 5020/min                                        | 22 PS (16,2 kW) bei 5150/min                                        | 24 PS (17,7 kW) bei 4950/min                                        |
| Vergaser               | Graetzin KE 20                                                      | Graetzin KE 20                                                      | Graetzin KE 25/43                                                   | Graetzin KE 27/45                                                   | Amal M 76/434                                                       |
| Schmierung             | Trockensumpf mit Zahnradpumpe                                       | Trockensumpf mit Zahnradpumpe                                       | Trockensumpf mit Zahnradpumpe                                       | Trockensumpf mit Zahnradpumpe                                       | Trockensumpf mit Zahnradpumpe                                       |
| Zündung                | Batteriezündung mit Wechselstrom-Schwungradzündlichtmaschine        | Batteriezündung mit Wechselstrom-Schwungradzündlichtmaschine        | Batteriezündung mit Wechselstrom-Schwungradzündlichtmaschine        | Batteriezündung mit Wechselstrom-Schwungradzündlichtmaschine        | Batteriezündung mit Wechselstrom-Schwungradzündlichtmaschine        |
| Bordspannung           | 6 V                                                                 | 6 V                                                                 | 6 V                                                                 | 6 V                                                                 | 6 V                                                                 |
| Getriebe               | 4-Gang-Getriebe                                                     | 4-Gang-Getriebe                                                     | 4-Gang-Getriebe                                                     | 4-Gang-Getriebe                                                     | 4-Gang-Getriebe                                                     |
| Kupplung               | Einscheiben- Trockenkupplung                                        | Mehrscheibenkupplung                                                | Mehrscheibenkupplung                                                | Mehrscheibenkupplung                                                | Mehrscheibenkupplung                                                |
| Endantrieb             | Rollenkette                                                         | Rollenkette                                                         | Rollenkette                                                         | Rollenkette                                                         | Rollenkette                                                         |
| Rahmen                 | offener Stahlrohrrahmen                                             | offener Stahlrohrrahmen                                             | offener Stahlrohrrahmen                                             | offener Stahlrohrrahmen                                             | offener Stahlrohrrahmen                                             |
| Maße (L × B × H)       | 2000 × 800 × 1000 mm                                                | 2040 × 760 × 930 mm                                                 | 2020 × 770 × 940 mm                                                 | 2020 × 770 × 940 mm                                                 | 2200 × 755 × 970 mm                                                 |
| Radstand               | 1285 mm                                                             | 1285 mm                                                             | 1420 mm                                                             | 1420 mm                                                             | 1420 mm                                                             |
| Radaufhängung vorn     | Parallelogrammgabel mit Schraubendruckfeder und Reibungsstoßdämpfer | Parallelogrammgabel mit Schraubendruckfeder und Reibungsstoßdämpfer | Parallelogrammgabel mit Schraubendruckfeder und Reibungsstoßdämpfer | Parallelogrammgabel mit Schraubendruckfeder und Reibungsstoßdämpfer | Parallelogrammgabel mit Schraubendruckfeder und Reibungsstoßdämpfer |
| Radaufhängung hinten   | Starrrahmen                                                         | Starrrahmen                                                         | Starrrahmen                                                         | Starrrahmen                                                         | Starrrahmen                                                         |
| Felgengröße            | 2,50 × 19″                                                          | 2,50 × 19″                                                          | 2,50 × 19″                                                          | 3,0 × 19″                                                           | 3,0 × 19″                                                           |
| Bereifung              | 3,00 × 19″                                                          | 3,00 × 19″                                                          | 3,25 × 19″                                                          | 3,50 × 19″                                                          | 3,50 × 19″                                                          |
| Bremse vorn und hinten | Innenbackentrommelbremse, Ø 140 mm                                  | Innenbackentrommelbremse, Ø 140 mm                                  | Innenbackentrommelbremse, Ø 160 mm                                  | Innenbackentrommelbremse, Ø 160 mm                                  | Innenbackentrommelbremse, Ø 160 mm                                  |
| Leergewicht            | 120 kg                                                              | 125 kg                                                              | 150 kg                                                              | 180 kg                                                              | 180 kg                                                              |
| Tankinhalt             | 11,5 l                                                              | 11,5 l/11 l                                                         | 12,3 l                                                              | 12,3 l                                                              | 12,3 l                                                              |
| Höchstgeschwindigkeit  | 80 km/h                                                             | 100 km/h                                                            | 110 km/h                                                            | 125 km/h                                                            | 125 km/h                                                            |

Hinweis: Je nach Quelle können abweichende Daten genannt sein.

## Sonstiges

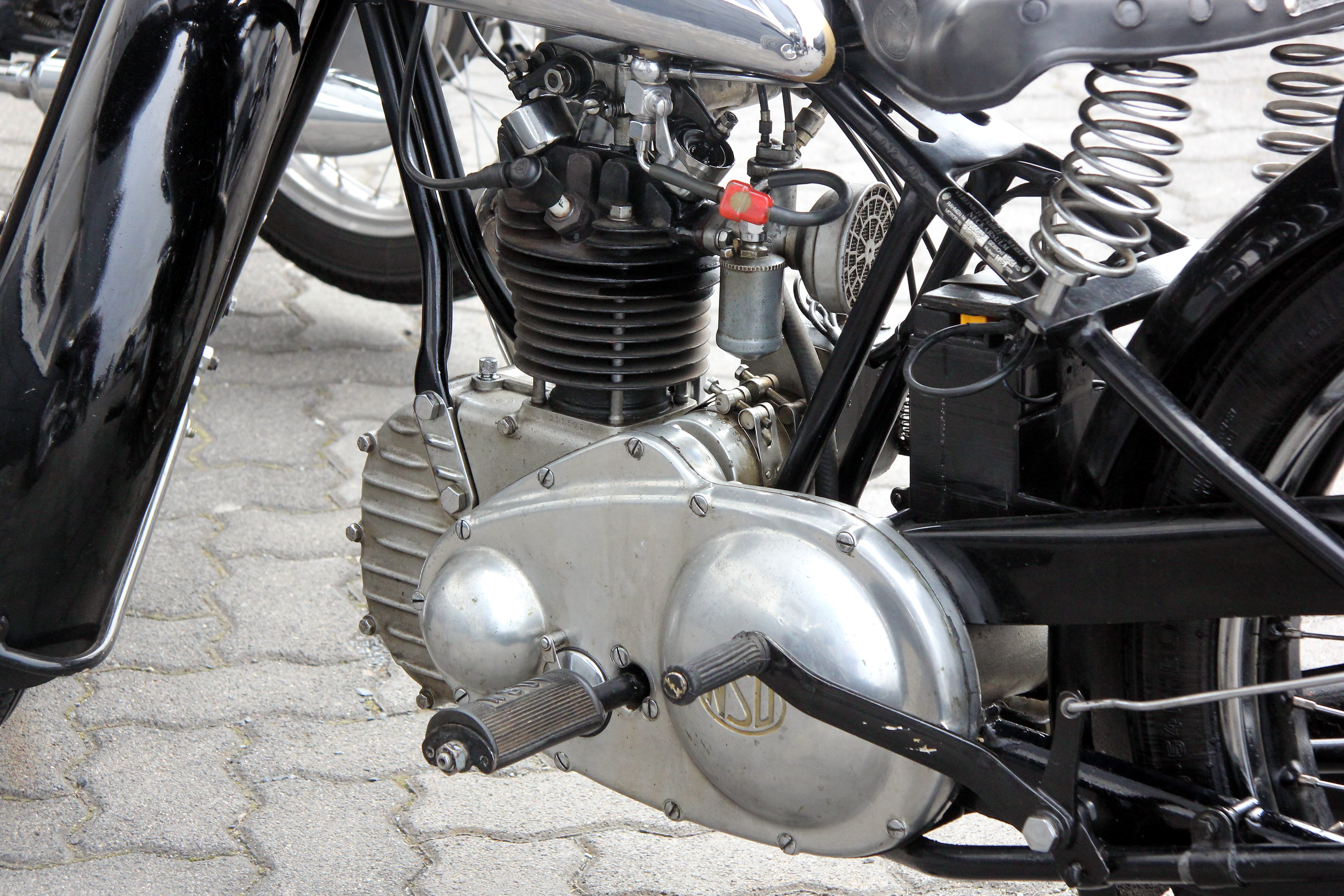
Motor der NSU 201 OSL

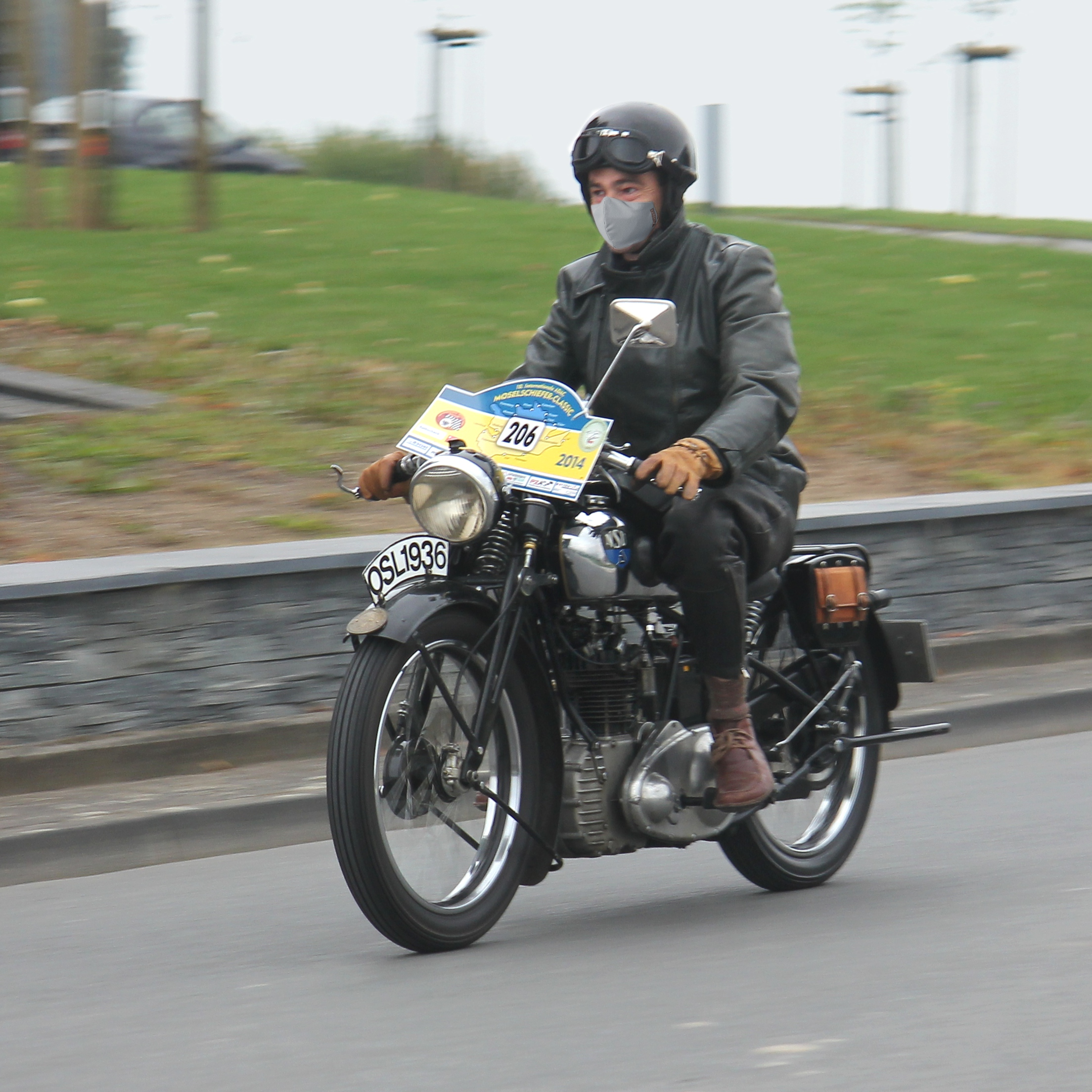
NSU 201 OSL, Baujahr 1936

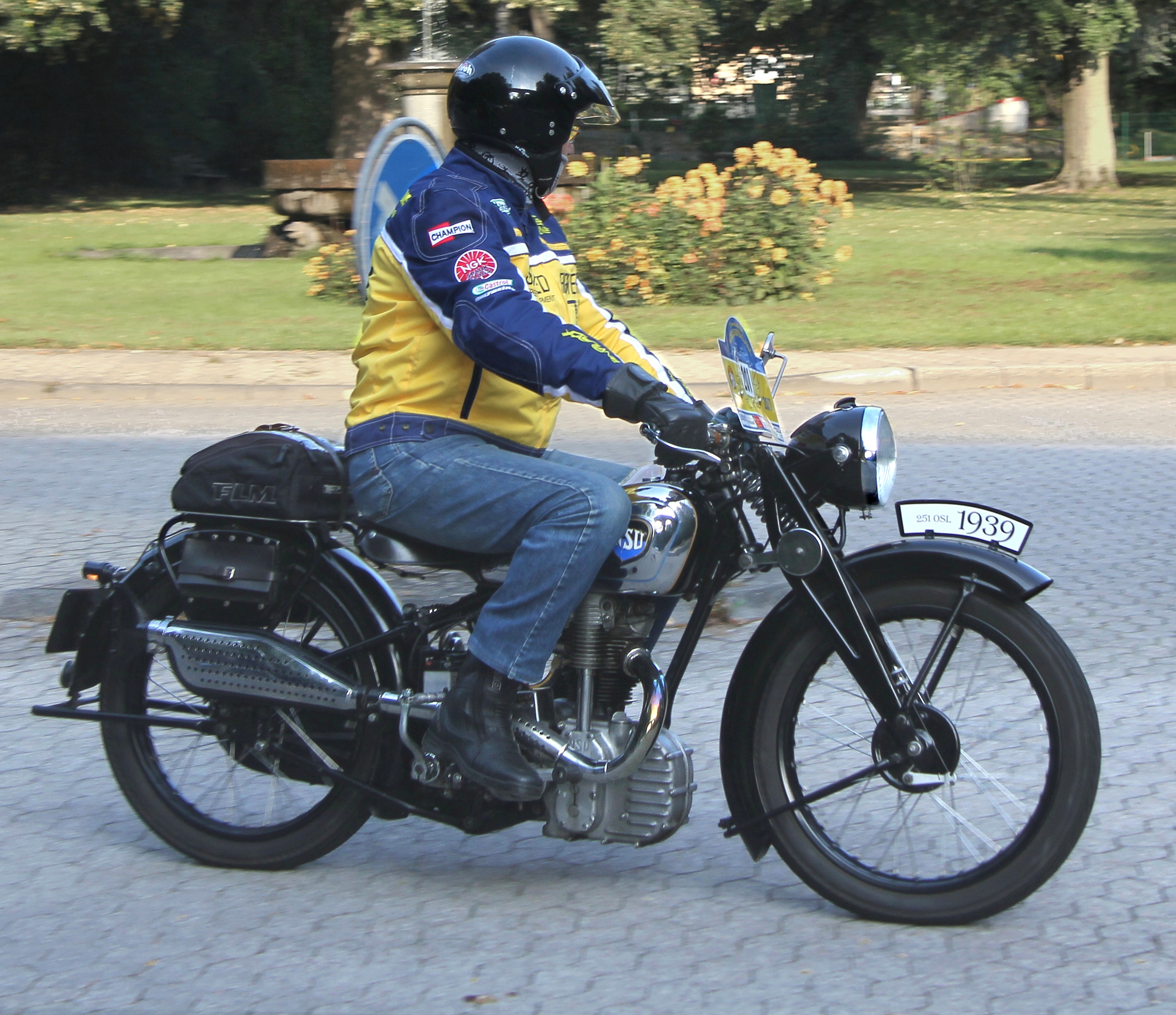
NSU 251 OSL, Baujahr 1939, bei der ADAC Moselschiefer-Classic 2011 in Mayen

### NSU Vereinigte Fahrzeugwerke
Möglicherweise fällt an den von 1932 bis 1938 gebauten Motorrädern das zweigeteilte Logo mit einem großen D im unteren Teil auf. Dieses D in Verbindung mit NSU ist das Zeichen einer Fabrikations- und Verkaufsgemeinschaft unter Führung der NSU Motorenwerke mit den Deutschen Industriewerken AG in Berlin. Vorausgegangen war 1929 der Versuch, mit den Wanderer-Werken eine Verbindung einzugehen, die erhebliche Preissenkungen ermöglichen sollte. Dementsprechend stand als Hersteller auf dem Typenschild der Motorräder zunächst NSU Vereinigte Fahrzeugwerke A. G. Neckarsulm und anschließend NSU D-Rad Vereinigte Fahrzeugwerke A. G. Neckarsulm.

### NSU 601 OSL Wh für die Wehrmacht
Von 1938 bis 1941 wurde mit nur wenigen Veränderungen gegenüber der 601 OSL die 601 OSL Wh in Tarnfarbe für die Wehrmacht gebaut. Neu waren ein Schwingsattel mit Doppelzugfeder anstelle des Sattels mit Druckfedern und eine Scheinwerfertarnkappe sowie ein Amal-Vergaser M 76/450 statt des M 76/434. Für den Einsatz im Gelände war die 601 OSL Wh weniger geeignet, aber umso mehr für Kradmelder und Kuriere sowohl solo wie auch als Gespann. 4962 dieser Maschinen wurden an die Wehrmacht geliefert.

### Neuanfang nach dem Krieg
Die NSU 251 OSL und die NSU 125 ZDB waren die ersten Modelle, mit denen die NSU-Motorenwerke 1947 die Motorradproduktion nach dem Krieg neu aufnahmen; das Motorfahrrad NSU Quick war in kleiner Stückzahl offenbar schon seit 1945 wieder gebaut worden, jedoch nur gegen Bezugsschein zu haben. Alle drei Modelle waren Vorkriegskonstruktionen, die zunächst fast unverändert gebaut wurden. Die 251 OSL hatte anfangs einen schwarz lackierten Tank. Ab 1950 war er verchromt, die Lenkerarmaturen wurden geändert und die Reifen hatten fortan das Format 3,25 × 19″ statt 3,00 × 19″. Letzte Änderungen gab es 1951. Das betraf unter anderem die Lagerung der Kurbelwelle, die Motorentlüftung und die Abdichtung der Hinterradnabe. Neu waren auch der Schwingsattel mit Zugfedern und das kombinierte Schluss- und Bremslicht. 32.465 NSU 251 OSL wurden in den fünf Jahren nach dem Krieg bis 1952 gebaut und bis 1954 verkauft. Ab 1950 kostete das Motorrad 1.395,00 DM. Das entsprach damals ungefähr dem halben Bruttojahreslohn eines Arbeiters, allerdings war es wesentlich weniger als der Preis von 1.990,00 DM für eine BMW R 25/2, die dafür einen um 1,5 PS stärkeren Motor, Teleskopgabel und Hinterradfederung bot. (b)